# Alberto Tarantini
Alberto César Tarantini (Ezeiza, 3 dicembre 1955) è un ex calciatore argentino, di ruolo difensore.

## Carriera

### Club
Ha iniziato la carriera nel Boca Juniors, squadra in cui rimane nei primi quattro anni di carriera; in seguito passa agli inglesi del Birmingham City, esperienza a cui segue un ritorno in patria, prima nel Talleres, poi nel River Plate. Il trasferimento seguente lo vede passare ai francesi del Tolosa, squadra che lo consacra a livello europeo con 130 presenze. Dopo una breve esperienza al Bastia, chiude la carriera all'Urania Ginevra .
Suscitava curiosità il suo particolare look (capelli afro e denti sporgenti, dai quali il soprannome Conejo, ovvero "Il coniglio").

### Nazionale
La carriera di Tarantini in Nazionale di calcio argentina va dal 1974 al 1982, con 61 presenze e due partecipazioni ai mondiali (Argentina 1978 e Spagna 1982).

## Statistiche

### Cronologia presenze e reti in nazionale
| Cronologia completa delle presenze e delle reti in nazionale ― Argentina | Cronologia completa delle presenze e delle reti in nazionale ― Argentina | Cronologia completa delle presenze e delle reti in nazionale ― Argentina | Cronologia completa delle presenze e delle reti in nazionale ― Argentina | Cronologia completa delle presenze e delle reti in nazionale ― Argentina | Cronologia completa delle presenze e delle reti in nazionale ― Argentina | Cronologia completa delle presenze e delle reti in nazionale ― Argentina | Cronologia completa delle presenze e delle reti in nazionale ― Argentina |
| Data                                                                     | Città                                                                    | In casa                                                                  | Risultato                                                                | Ospiti                                                                   | Competizione                                                             | Reti                                                                     | Note                                                                     |
| ------------------------------------------------------------------------ | ------------------------------------------------------------------------ | ------------------------------------------------------------------------ | ------------------------------------------------------------------------ | ------------------------------------------------------------------------ | ------------------------------------------------------------------------ | ------------------------------------------------------------------------ | ------------------------------------------------------------------------ |
| 22-04-1974                                                               | Buenos Aires                                                             | Argentina                                                                | 2 – 1                                                                    | Romania                                                                  | Amichevole                                                               | -                                                                        |                                                                          |
| 25-02-1976                                                               | Asunción                                                                 | Paraguay                                                                 | 2 – 3                                                                    | Argentina                                                                | Coppa dell'Atlantico 1976                                                | -                                                                        |                                                                          |
| 27-02-1976                                                               | Buenos Aires                                                             | Argentina                                                                | 1 – 2                                                                    | Brasile                                                                  | Amichevole                                                               | -                                                                        |                                                                          |
| 20-03-1976                                                               | Kiev                                                                     | Unione Sovietica                                                         | 0 – 1                                                                    | Argentina                                                                | Amichevole                                                               | -                                                                        |                                                                          |
| 24-03-1976                                                               | Chorzów                                                                  | Polonia                                                                  | 1 – 2                                                                    | Argentina                                                                | Amichevole                                                               | -                                                                        |                                                                          |
| 27-03-1976                                                               | Budapest                                                                 | Ungheria                                                                 | 2 – 0                                                                    | Argentina                                                                | Amichevole                                                               | -                                                                        |                                                                          |
| 28-04-1976                                                               | Buenos Aires                                                             | Argentina                                                                | 2 – 2                                                                    | Paraguay                                                                 | Coppa dell'Atlantico 1976                                                | -                                                                        |                                                                          |
| 19-05-1976                                                               | Rio de Janeiro                                                           | Brasile                                                                  | 2 – 0                                                                    | Argentina                                                                | Coppa dell'Atlantico 1976                                                | -                                                                        |                                                                          |
| 09-06-1976                                                               | Montevideo                                                               | Uruguay                                                                  | 0 – 3                                                                    | Argentina                                                                | Coppa dell'Atlantico 1976                                                | -                                                                        |                                                                          |
| 13-10-1976                                                               | Buenos Aires                                                             | Argentina                                                                | 2 – 0                                                                    | Cile                                                                     | Copa Carlos Dittborn 1976                                                | -                                                                        |                                                                          |
| 28-10-1976                                                               | Lima                                                                     | Perù                                                                     | 1 – 3                                                                    | Argentina                                                                | Copa Mariscal Ramón Castilla 1976                                        | -                                                                        |                                                                          |
| 10-11-1976                                                               | Buenos Aires                                                             | Argentina                                                                | 1 – 0                                                                    | Perù                                                                     | Copa Mariscal Ramón Castilla 1976                                        | -                                                                        |                                                                          |
| 28-11-1976                                                               | Buenos Aires                                                             | Argentina                                                                | 0 – 0                                                                    | Unione Sovietica                                                         | Amichevole                                                               | -                                                                        |                                                                          |
| 27-02-1977                                                               | Buenos Aires                                                             | Argentina                                                                | 5 – 1                                                                    | Ungheria                                                                 | Amichevole                                                               | -                                                                        |                                                                          |
| 22-03-1977                                                               | Madrid                                                                   | Argentina                                                                | 1 – 1                                                                    | Iran                                                                     | Amichevole                                                               | -                                                                        |                                                                          |
| 05-06-1977                                                               | Buenos Aires                                                             | Argentina                                                                | 1 – 3                                                                    | Germania                                                                 | Amichevole                                                               | -                                                                        | 69’                                                                      |
| 12-06-1977                                                               | Buenos Aires                                                             | Argentina                                                                | 1 – 1                                                                    | Inghilterra                                                              | Amichevole                                                               | -                                                                        |                                                                          |
| 18-06-1977                                                               | Buenos Aires                                                             | Argentina                                                                | 1 – 1                                                                    | Scozia                                                                   | Amichevole                                                               | -                                                                        |                                                                          |
| 26-06-1977                                                               | Buenos Aires                                                             | Argentina                                                                | 0 – 0                                                                    | Francia                                                                  | Amichevole                                                               | -                                                                        |                                                                          |
| 03-07-1977                                                               | Buenos Aires                                                             | Argentina                                                                | 1 – 0                                                                    | Jugoslavia                                                               | Amichevole                                                               | -                                                                        |                                                                          |
| 12-07-1977                                                               | Buenos Aires                                                             | Argentina                                                                | 2 – 0                                                                    | Germania Est                                                             | Amichevole                                                               | -                                                                        |                                                                          |
| 31-08-1977                                                               | Asunción                                                                 | Paraguay                                                                 | 2 – 0                                                                    | Argentina                                                                | Copa Félix Bogado 1977                                                   | -                                                                        |                                                                          |
| 29-03-1978                                                               | Buenos Aires                                                             | Argentina                                                                | 3 – 1                                                                    | Bulgaria                                                                 | Amichevole                                                               | -                                                                        |                                                                          |
| 05-04-1978                                                               | Buenos Aires                                                             | Argentina                                                                | 2 – 0                                                                    | Romania                                                                  | Amichevole                                                               | -                                                                        |                                                                          |
| 19-04-1978                                                               | Buenos Aires                                                             | Argentina                                                                | 3 – 1                                                                    | Irlanda                                                                  | Amichevole                                                               | -                                                                        |                                                                          |
| 03-05-1978                                                               | Buenos Aires                                                             | Argentina                                                                | 3 – 0                                                                    | Uruguay                                                                  | Amichevole                                                               | -                                                                        |                                                                          |
| 02-06-1978                                                               | Buenos Aires                                                             | Argentina                                                                | 2 – 1                                                                    | Ungheria                                                                 | Mondiali 1978                                                            | -                                                                        |                                                                          |
| 06-06-1978                                                               | Buenos Aires                                                             | Argentina                                                                | 2 – 1                                                                    | Francia                                                                  | Mondiali 1978                                                            | -                                                                        |                                                                          |
| 10-06-1978                                                               | Buenos Aires                                                             | Italia                                                                   | 1 – 0                                                                    | Argentina                                                                | Mondiali 1978                                                            | -                                                                        |                                                                          |
| 14-06-1978                                                               | Rosario                                                                  | Argentina                                                                | 2 – 0                                                                    | Polonia                                                                  | Mondiali 1978                                                            | -                                                                        |                                                                          |
| 18-06-1978                                                               | Rosario                                                                  | Argentina                                                                | 0 – 0                                                                    | Brasile                                                                  | Mondiali 1978                                                            | -                                                                        |                                                                          |
| 21-06-1978                                                               | Rosario                                                                  | Argentina                                                                | 6 – 0                                                                    | Perù                                                                     | Mondiali 1978                                                            | 1                                                                        |                                                                          |
| 25-06-1978                                                               | Buenos Aires                                                             | Argentina                                                                | 3 – 1                                                                    | Paesi Bassi                                                              | Mondiali 1978                                                            | -                                                                        |                                                                          |
| 22-05-1979                                                               | Berna                                                                    | Paesi Bassi                                                              | 0 – 0 dts (7 – 8 dtr)                                                    | Argentina                                                                | Amichevole                                                               | -                                                                        |                                                                          |
| 26-05-1979                                                               | Roma                                                                     | Italia                                                                   | 2 – 2                                                                    | Argentina                                                                | Amichevole                                                               | -                                                                        |                                                                          |
| 29-05-1979                                                               | Dublino                                                                  | Irlanda                                                                  | 0 – 0                                                                    | Argentina                                                                | Amichevole                                                               | -                                                                        |                                                                          |
| 02-06-1979                                                               | Glasgow                                                                  | Scozia                                                                   | 1 – 3                                                                    | Argentina                                                                | Amichevole                                                               | -                                                                        |                                                                          |
| 25-06-1979                                                               | Buenos Aires                                                             | Argentina                                                                | 1 – 2                                                                    | Resto del Mondo                                                          | Amichevole                                                               | -                                                                        |                                                                          |
| 13-05-1980                                                               | Londra                                                                   | Inghilterra                                                              | 3 – 1                                                                    | Argentina                                                                | Amichevole                                                               | -                                                                        |                                                                          |
| 16-05-1980                                                               | Dublino                                                                  | Irlanda                                                                  | 0 – 1                                                                    | Argentina                                                                | Amichevole                                                               | -                                                                        |                                                                          |
| 21-05-1980                                                               | Vienna                                                                   | Austria                                                                  | 1 – 5                                                                    | Argentina                                                                | Amichevole                                                               | -                                                                        | 29’                                                                      |
| 18-09-1980                                                               | Mendoza                                                                  | Argentina                                                                | 2 – 2                                                                    | Cile                                                                     | Amichevole                                                               | -                                                                        |                                                                          |
| 09-10-1980                                                               | Buenos Aires                                                             | Argentina                                                                | 2 – 0                                                                    | Bulgaria                                                                 | Amichevole                                                               | -                                                                        |                                                                          |
| 12-10-1980                                                               | Buenos Aires                                                             | Argentina                                                                | 2 – 1                                                                    | Polonia                                                                  | Amichevole                                                               | -                                                                        |                                                                          |
| 15-10-1980                                                               | Buenos Aires                                                             | Argentina                                                                | 1 – 0                                                                    | Cecoslovacchia                                                           | Amichevole                                                               | -                                                                        |                                                                          |
| 04-12-1980                                                               | Mar del Plata                                                            | Argentina                                                                | 1 – 1                                                                    | Unione Sovietica                                                         | Amichevole                                                               | -                                                                        |                                                                          |
| 16-12-1980                                                               | Córdoba                                                                  | Argentina                                                                | 5 – 0                                                                    | Svizzera                                                                 | Amichevole                                                               | -                                                                        |                                                                          |
| 01-01-1981                                                               | Montevideo                                                               | Argentina                                                                | 2 – 1                                                                    | Germania                                                                 | Amichevole                                                               | -                                                                        |                                                                          |
| 04-01-1981                                                               | Montevideo                                                               | Argentina                                                                | 1 – 1                                                                    | Brasile                                                                  | Amichevole                                                               | -                                                                        |                                                                          |
| 28-10-1981                                                               | Buenos Aires                                                             | Argentina                                                                | 1 – 2                                                                    | Polonia                                                                  | Amichevole                                                               | -                                                                        |                                                                          |
| 11-11-1981                                                               | Buenos Aires                                                             | Argentina                                                                | 1 – 1                                                                    | Cecoslovacchia                                                           | Amichevole                                                               | -                                                                        |                                                                          |
| 09-03-1982                                                               | Mar del Plata                                                            | Argentina                                                                | 0 – 0                                                                    | Cecoslovacchia                                                           | Amichevole                                                               | -                                                                        |                                                                          |
| 24-03-1982                                                               | Buenos Aires                                                             | Argentina                                                                | 1 – 1                                                                    | Germania                                                                 | Amichevole                                                               | -                                                                        |                                                                          |
| 14-04-1982                                                               | Buenos Aires                                                             | Argentina                                                                | 1 – 1                                                                    | Unione Sovietica                                                         | Amichevole                                                               | -                                                                        |                                                                          |
| 05-05-1982                                                               | Buenos Aires                                                             | Argentina                                                                | 2 – 1                                                                    | Bulgaria                                                                 | Amichevole                                                               | -                                                                        |                                                                          |
| 12-05-1982                                                               | Rosario                                                                  | Argentina                                                                | 1 – 0                                                                    | Romania                                                                  | Amichevole                                                               | -                                                                        |                                                                          |
| 13-06-1982                                                               | Barcellona                                                               | Argentina                                                                | 0 – 1                                                                    | Belgio                                                                   | Mondiali 1982                                                            | -                                                                        |                                                                          |
| 18-06-1982                                                               | Alicante                                                                 | Argentina                                                                | 4 – 1                                                                    | Ungheria                                                                 | Mondiali 1982                                                            | -                                                                        | 51’                                                                      |
| 23-06-1982                                                               | Alicante                                                                 | Argentina                                                                | 2 – 0                                                                    | El Salvador                                                              | Mondiali 1982                                                            | -                                                                        |                                                                          |
| 29-06-1982                                                               | Barcellona                                                               | Italia                                                                   | 2 – 1                                                                    | Argentina                                                                | Mondiali 1982                                                            | -                                                                        |                                                                          |
| 02-07-1982                                                               | Barcellona                                                               | Argentina                                                                | 1 – 3                                                                    | Brasile                                                                  | Mondiali 1982                                                            | -                                                                        |                                                                          |
| Totale                                                                   |                                                                          | Presenze                                                                 | 61                                                                       |                                                                          | Reti                                                                     | 1                                                                        |                                                                          |

## Palmarès

### Club

#### Competizioni nazionali
- Campionato argentino: 4

Boca Juniors: Metropolitano 1976, Nacional 1976
River Plate: Metropolitano 1980, Nacional 1981

#### Competizioni internazionali
- Coppa Libertadores: 1

Boca Juniors: 1977 

### Nazionale
- Campionato mondiale: 1

1978